# Prasophyllum tunbridgense
Prasophyllum tunbridgense là một loài thực vật có hoa trong họ Lan. Loài này được D.L.Jones miêu tả khoa học đầu tiên năm 1998.